# Ripamonti (patronyme)
Pour les articles homonymes, voir Ripamonti.
Cette page présente le nom de famille Ripamonti ainsi que ses variantes.
Ripamonti est un patronyme porté par :
- Albert Ripamonti (né en 1959), journaliste et dirigeant de télévision français ;
- Giuseppe Ripamonti (1573-1643), religieux et historiographe italien ;
- Lucia Ripamonti (1909-1954), religieuse italienne.